# Казачкин, Мишель
Мише́ль Казачки́н (фр. Michel Kazatchkine; род. 7 апреля 1946, Курбевуа, Сена) — французский врач, исследователь, дипломат и правозащитник, известный своим вкладом в области ВИЧ/СПИД. 20 июля 2012 года Генеральный секретарь ООН Пан Ги Мун назначил его Специальным посланником ООН по ВИЧ/СПИДу в Восточной Европе и Центральной Азии. До этого с февраля 2007 года по март 2012 года он был директором Глобального фонда для борьбы с ВИЧ/СПИДом, туберкулёзом и малярией.
Старший научный сотрудником программы глобального здравоохранения Последипломного института международных исследований и исследований в сфере развития в Женеве, член Глобальной комиссии по вопросам наркополитики, глава правление Фонда им. Роберта Карра для развития сетей гражданского общества.

## Биография
Мишель Казачкин родился в Париже в семье иммигрантов из России. Отец работал ассистентом у Николая Бердяева, водил сына в русскую церковь.
Учился в медицинской школе «Некер-Энфан-Малад» в Париже, изучал вопросы иммунологии в Институте Пастера и закончил последипломные курсы в госпитале Святой Марии в Лондоне и в Гарвардской медицинской школе.
Первых пациентов со СПИДом он лечил в 1983 году, а в 1985 году он основал специализированную клинику для лечения ВИЧ/СПИДа в Париже.
С 1998 по 2005 год профессор Казачкин являлся директором Французского национального агентства по исследованиям в области СПИДа и вирусного гепатита (ANRS).
С 2005 по 2006 год Казачкин служил заместителем председателя Правления Глобального фонда для борьбы с СПИДом, туберкулёзом и малярией. В 2007 году он стал директором Глобального фонда. В январе 2012 года Глобальный фонд официально объявил, что в марте этого года Казачкин уйдет в отставку.
Начиная с 2004 и по 2007 год Казачкин являлся председателем Стратегического и технического консультативного комитета по борьбе с ВИЧ/СПИДом для Всемирной организации здравоохранения (ВОЗ) и членом Научно-технической консультативной группы ВОЗ по туберкулёзу.
С 2005 по 2007 год Казачкин служил глобальным послом Франции по вопросам ВИЧ/СПИДа и инфекционных заболеваний.

## Награды
- Памятный знак «Узбекистон Республикаси мустакиллигига 20 йил» (26 августа 2011 года, Узбекистан) — за активную и плодотворную деятельность по развитию двустороннего и многостороннего торгово-экономического, инвестиционного, культурного, научно-образовательного сотрудничества с Узбекистаном и в связи с двадцатой годовщиной независимости Республики Узбекистан[9].